# Systoechus ctenopterus
Systoechus ctenopterus är en tvåvingeart som först beskrevs av Mikan 1976.  Systoechus ctenopterus ingår i släktet Systoechus och familjen svävflugor. Enligt den finländska rödlistan är arten sårbar i Finland. Arten är reproducerande i Sverige. Artens livsmiljö är torra gräsmarker. Inga underarter finns listade i Catalogue of Life.